# 주한 타이베이 대표부 부산 사무처
공식적으로는 주한타이베이대표부 부산판사처(중국어: 駐韓國台北代表部釜山辦事處), 대내적으로는 주한대만대표부 부산판사처(중국어: 駐韓臺灣代表部 釜山辦事處)는 중화민국이 대한민국 부산광역시에 설치한 연락 사무소의 하나다. 부산광역시, 경상남도, 울산광역시, 대구광역시, 경상북도, 광주광역시, 전라남도, 제주특별자치도를 관할한다.

## 역사
중화민국은 1949년 1월 4일에 대한민국과의 외교 관계를 수립한 다음에 서울특별시에 주한 중화민국 대사관(중국어: 中華民國駐韓國大使館)을 개설했으며 1974년에는 부산직할시(현재의 부산광역시)에 주부산 중화민국 총영사관(중국어: 中華民國駐釜山總領事館)을 개설했다. 하지만 1992년 8월 24일에 대한민국이 중화인민공화국과 수교하면서 하나의 중국 정책에 따라 중화민국과 대한민국 간의 외교 관계가 단절되었다. 이에 따라 서울에 있던 주한 중화민국 대사관이 1992년 8월 24일을 기해 폐쇄되었고 주부산 중화민국 총영사관 또한 1992년 9월 22일을 기해 폐쇄되었다.
타이완은 대한민국과의 외교 관계가 단절된 이후에도 대한민국과의 비공식 관계를 유지하겠다는 의사를 표명했으며 1993년 7월 27일에 일본 오사카부에서 대표부 상호 설치에 합의했다. 1994년 1월 25일에는 서울특별시에 주한 타이베이 대표부가 개설되었고 2005년 3월 25일에는 부산광역시에 주한 타이베이 대표부 부산판사처가 개설되었다.

## 같이 보기
- 주한 타이베이 대표부

### 부산에 설치된 다른 영사관
- 주부산 중국 총영사관
- 주부산 일본 총영사관
- 주부산 러시아 총영사관
- 주부산 카자흐스탄 총영사관
- 주부산 베트남 총영사관
- 주부산 미국 영사관
- 주부산 몽골 영사관